# Dário Madeira

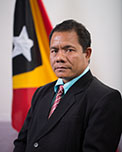
Dário Madeira

Dário Madeira (* 7. Mai 1978 in Namanei, Macadique, Viqueque, Osttimor) ist ein osttimoresischer Politiker. Er ist Mitglied der Partei FRETILIN und ihr Koordinator in der Gemeinde Viqueque.
Bei den Parlamentswahlen in Osttimor 2012 kandidierte Madeira chancenlos auf Listenplatz 50 der FRETILIN. Bei den Parlamentswahlen 2017 gelang ihm der Einzug in das Nationalparlament Osttimors auf Listenplatz 17. Hier war er Mitglied in der Kommission für Gesundheit, Bildung, Kultur, Veteranen und Gleichstellung der Geschlechter (Kommission F). Da die Minderheitsregierung von FRETILIN und PD sich im Parlament nicht durchsetzen konnte, löste es Präsident Francisco Guterres auf und rief zu Neuwahlen auf. Madeira gelang bei der Neuwahl am 12. Mai 2018 auf Platz 10 der FRETILIN-Liste der erneute Einzug ins Parlament. Madeira wurde Mitglied der Kommission für konstitutionelle Fragen und Justiz (A).
Bei den Parlamentswahlen 2023 gelang Madeira auf Listenplatz 22 der FRETILIN der direkte Wiedereinzug nicht, da die Partei nur 19 Sitze gewann. Da aber drei Abgeordnete der FRETILIN in der ersten Sitzung auf ihren Abgeordnetensitz verzichteten, rückte Madeira zur zweiten Parlamentssitzung nach.